# Inonotus
Inonotus P. Karst., Meddn Soc. Fauna Flora fenn. 5: 39 (1879).
(in figura: Inonotus tamaricis)
Al genere Inonotus appartengono funghi lignicoli, annuali, con un ciclo biologico abbastanza rapido e con le seguenti caratteristiche.

## Descrizione della specie

### Cappello
A forma di zoccolo di quadrupede, senza gambo, eccentrico, con la superficie a volte irta di peli, lunghi e fitti.

### Imenio
A Tubuli, con Pori spesso angolosi, disposto sulla superficie inferiore del cappello, e nettamente distinguibile dalla gleba.

### Spore
Gialle o color ruggine.

## Commestibilità
Senza valore.
Sono specie raramente commestibili e molto dannose alle piante.
Inonotus hispidus si può consumare da giovane, quando la carne non è ancora legnosa.

## Specie di Inonotus
La specie tipo è Inonotus cuticularis (Bull.) P. Karst. (1880), altre specie incluse sono:
- Inonotus albertinii (Lloyd) P.K. Buchanan & Ryvarden (1988)
- Inonotus chondromyelus Pegler (1964)
- Inonotus diverticuloseta Pegler (1967)
- Inonotus dryadeus (Pers.) Murrill (1908)
- Inonotus dryophilus (Berk.) Murrill (1904)
- Inonotus glomeratus (Peck) Murrill (1920)
- Inonotus glomeratus sensu G. Cunn. (1965)
- Inonotus hispidus (Bull.) P. Karst. (1879)
- Inonotus lloydii (Cleland) P.K. Buchanan & Ryvarden (1993)
- Inonotus nothofagi G. Cunn. (1948)
- Inonotus obliquus (Pers.) Pilát (1942)
- Inonotus radiatus (Sowerby) P. Karst. (1881)
- Inonotus rheades (Pers.) Bondartsev & Singer (1941)
- Inonotus rickii (Pat.) D.A. Reid (1957)
- Inonotus rodwayi D.A. Reid (1957)
- Inonotus tamaricis (Pat.) Maire (1938)
- Inonotus tomentosus (Fr.) Teng (1963)
- Inonotus victoriensis (Lloyd) Pegler (1964)